# Транспорт в Набережных Челнах
Город Набережные Челны является важнейшим транспортным узлом северо-востока Татарстана. В городе функционируют авто- и железнодорожный вокзалы, речной порт, в 32 км от города расположен международный аэропортом Бегишево. Городской общественный транспорт представлен автобусами и трамваями.

## Городской транспорт

### Трамвай

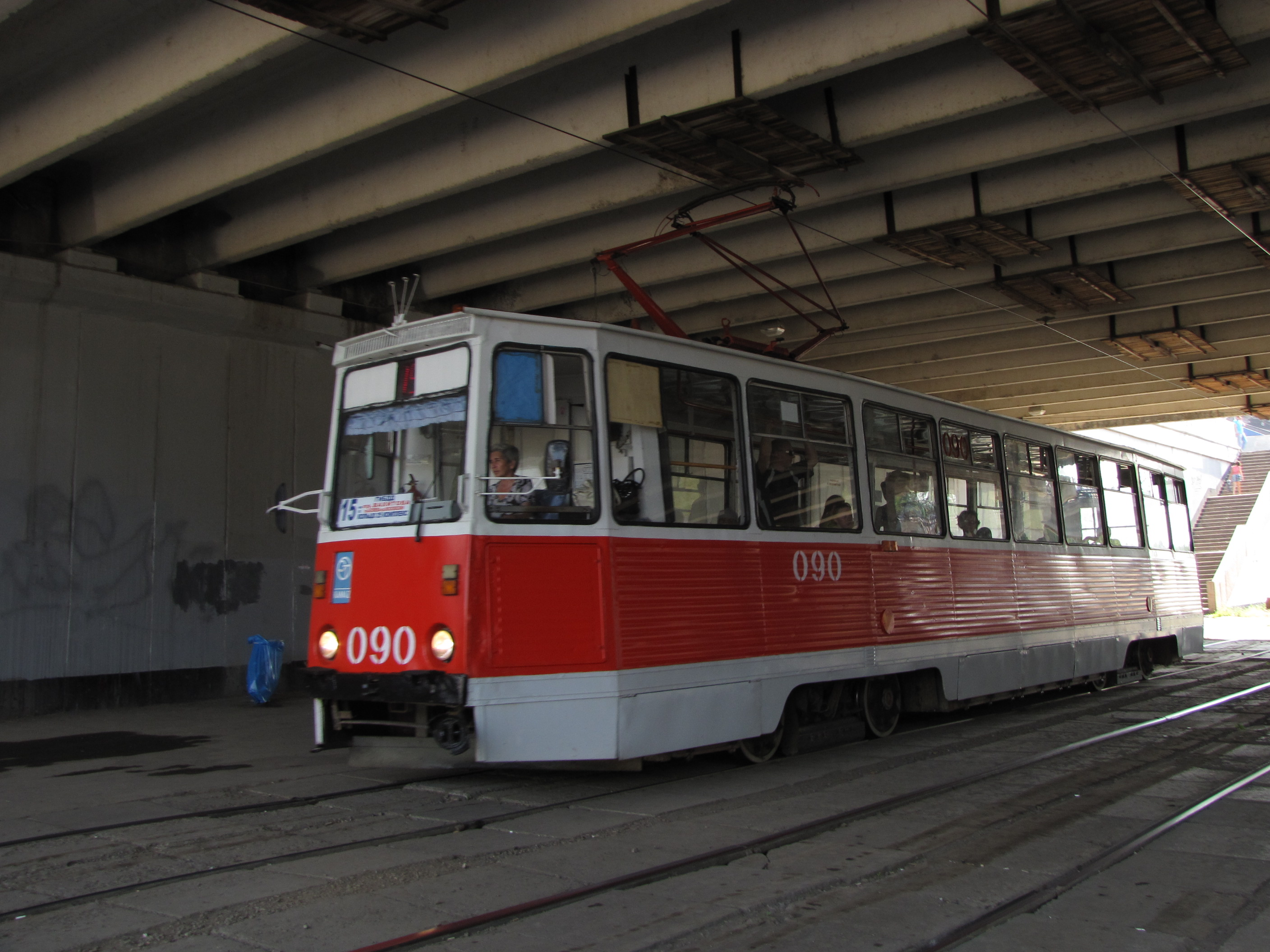
Трамвайный вагон модели 71-605 — основа парка подвижного состава в Набережных Челнах

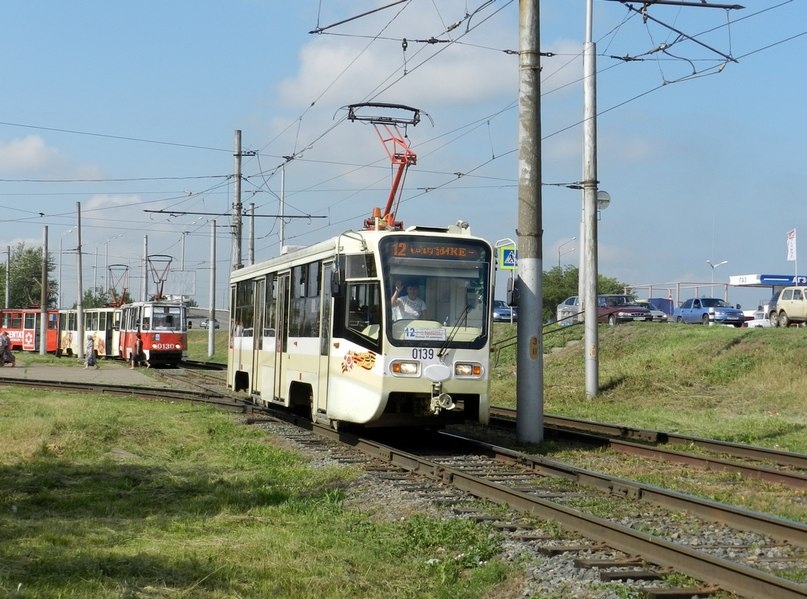
Трамвай 71-619А — один из 4-х трамваев 619-й серии в городе

Трамвай в Набережных Челнах был открыт 8 октября 1973 года, став тем самым одной из последних созданных в СССР и России трамвайных систем. По состоянию на середину 2012 года в городе действует 13 трамвайных маршрутов, эксплуатируется около 130 вагонов, они обслуживаются в одном трамвайном депо.
С 2000 года оператором системы является ООО «Электротранспорт» — единственное на территории Республики Татарстан немуниципальное (негосударственное) эксплуатирующее трамвайное предприятие.

Трамвай в Набережных Челнах является вторым по популярности видом общественного транспорта, уступая по этому показателю автобусу. 

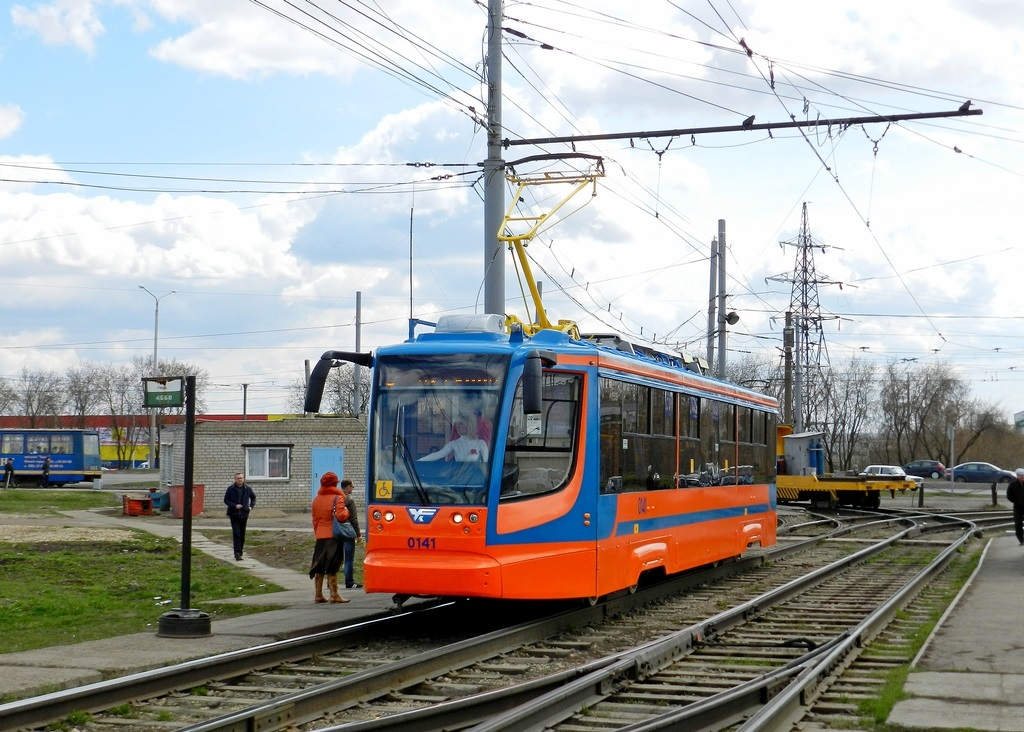
Один из трёх новых трамваев 71-623 на улице Беляева

За 2009 год по данным Набережночелнинского межрайонного отдела государственной статистики всеми видами транспорта в городе перевезено 80989,3 тыс. чел. Доля трамвая в общей сумме перевозок составила 37,6 %.
Стоимость билета в трамвае, как и провоз одного места багажа составляет 30 рублей. С сентября 2012 года в городе действует электронная система оплаты проезда.
В 2012 году была завершена подготовка проектно-сметной документации общей стоимостью 8,7 миллиона рублей на строительство нового участка трамвайной линии от 16-го комплекса до Пединститута. Предполагаемая стоимость строительства новой ветки составляет 527 миллионов рублей, которые планируется получить по двум республиканскии программам: «Программа экологической безопасности Республики Татарстан» и «Программа развития транспортного комплекса Республики Татарстан на 2011—2015 годы».

### Автобус

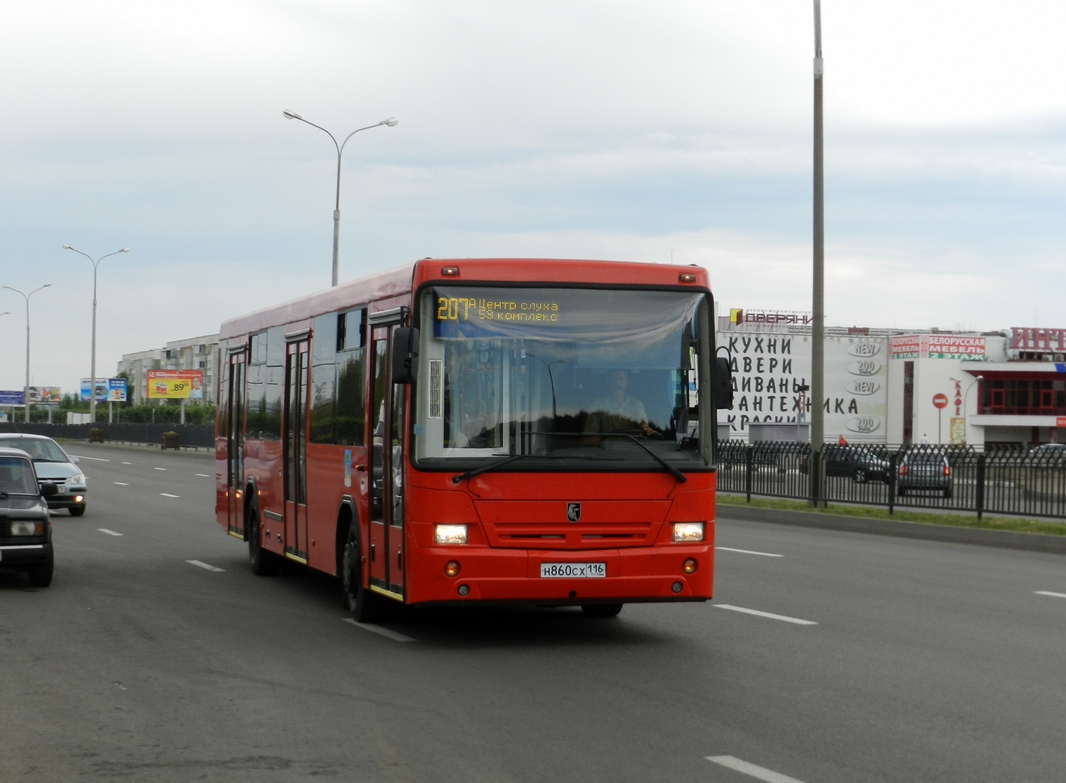
Новый низкопольный автобус НЕФАЗ-5299 на проспекте Вахитова

В настоящее время автобусный парк Набережных Челнов представлен преимущественно машинами малого и среднего класса — всего около 700 единиц. В городе работает около 30 маршрутов, в том числе имеются 24 специальных маршрута на заводы ОАО «КАМАЗ». Стоимость проезда во всех автобусах составляет 22 рубля.
В 2008 году крупнейшее пассажирское автотранспортное предприятие в Республике Татарстан — ОАО «ПАТП» (ранее КУ «ПАТП», ГУП «ПАТП») было официально объявлено банкротом. С 2009 года в Набережных Челнах начата реформа городского автобусного сообщения, имеющая целью вытеснение маршрутных такси особо малой и малой вместимости и восстановление парка и маршрутной сети автобусов.

### Троллейбус (проект)
В конце 1980-х — начале 1990-х гг. существовал проект организации в городе также троллейбусного движения, который в итоге был отклонён ввиду нецелесообразности распыления ресурсов при наличии крупной трамвайной системы.

## Федеральные автотрассы

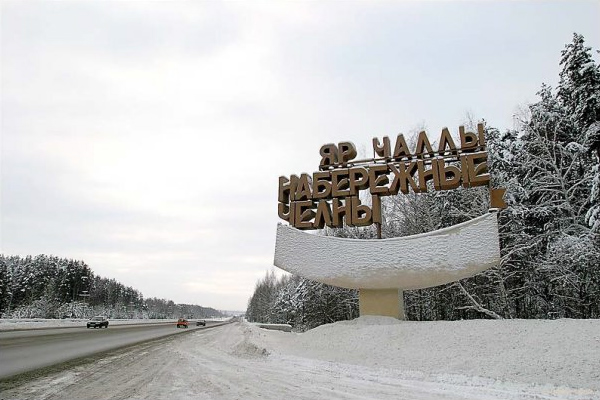
Участок федеральной автомагистрали «Волга» при въезде в Набережные Челны

Набережные Челны является крупным узлом автомобильных дорог, в городе имеется автовокзал с многочисленными пригородными и междугородними автобусными маршрутами. 
 Через город проходит федеральная автомагистраль «Волга».
M7 E 22 Москва — Владимир — Нижний Новгород — Казань — Набережные Челны — Уфа (подъезды к городам Ижевск и Пермь). 

подъезды на другие федеральные трассы (через города Альметьевск и Бугульму): 

М5 || E 30 Урал || Москва — Рязань — Пенза — Самара — Уфа 

Р239 Казань — Оренбург

## Железнодорожный транспорт

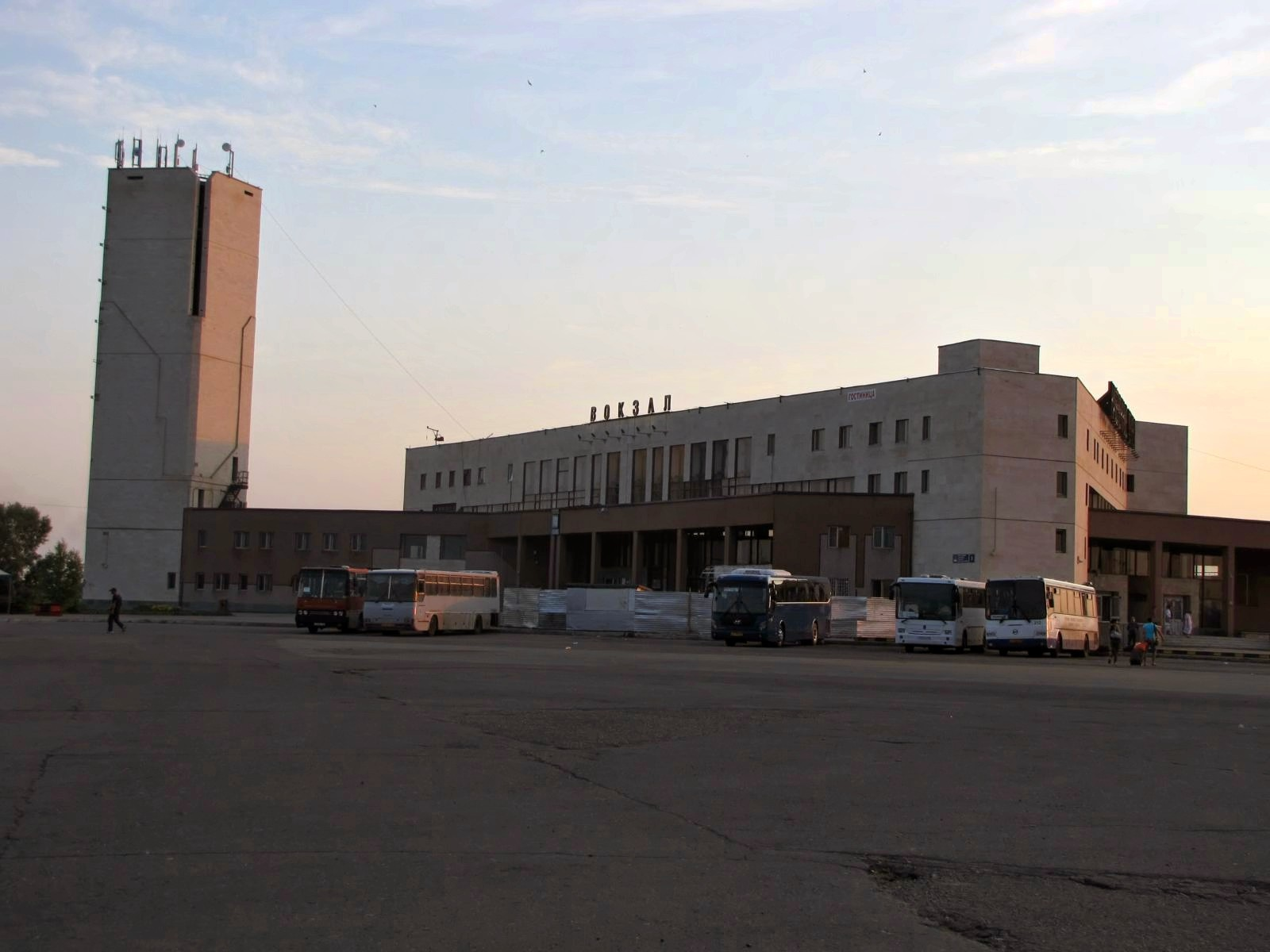
Здание железнодорожного вокзала в Набережных Челнах

В городе расположены две железнодорожные станции:
- «Круглое поле»

Станция располагает 28 станционными путями для приемо-отправления поездов, грузовым двором для погрузки-разгрузки вагонов, сортировочной горкой для формирования и расформирования поездов.
- «Набережные Челны»

Является грузо-пассажирской станцией. Здесь производятся погрузка и выгрузка вагонов, подаваемых по подъездным путям на оптовые базы и перерабатывающие предприятия. На территории станции построен современный объединенный железнодорожный и автобусный вокзал с одновременным приемом 1500 пассажиров. Со станции Набережные Челны поезда дальнего следования следуют прямым сообщением в Москву, Уфу, Казань, Ульяновск, Ижевск, Бугульму, а в летнее время и в Адлер. Местное железнодорожное сообщение представлено рейсами рельсовых автобусов до Менделеевска и Бугульмы.
Кроме того, имеются железнодорожные хозяйства ОАО «КАМАЗ» и ОАО «Камгэсэнергострой», способные обрабатывать до 1200 вагонов в сутки.

## Воздушный транспорт
Воздушный транспорт в Набережных Челнах представлен аэропортом Бегишево, расположенным в 32 км от города и обслуживающим Закамский регион включая: Набережные Челны, Нижнекамск, Заинск, Елабугу. В настоящий момент аэропорт имеет статус международного. Собственником аэропорта является ОАО КАМАЗ. В ноябре 2011 года начата реконструкция аэропорта, по итогом которой аэропорт должен получить категорию C.
В 2012 году под Набережными Челнами началось строительство учебного авиационного центра, где по проекту на площади 59,21 тысячи квадратных метров должен разместится аэродром для пяти самолетов и пяти вертолетов, административные и учебные здания.

## Речной транспорт

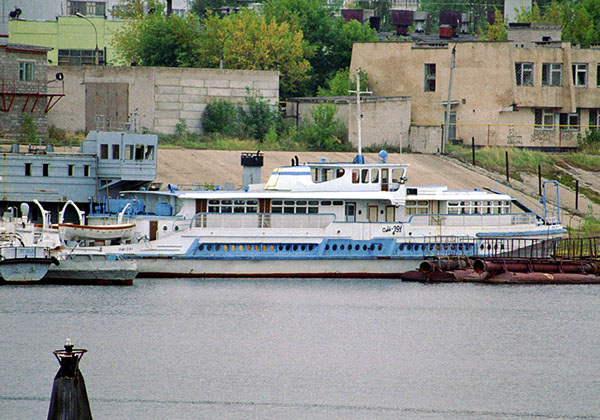
«ОМ-391» в речном порту города Набережные Челны (2004 г.)

В Набережных Челнах имеются пассажирский и грузовой речной порты. Пассажирский речной вокзал обслуживает до 200000 пассажиров за навигацию. Причал для переработки и хранения грузов и контейнеров длиной 217 погонных метров имеет проектные возможности по перевозке грузов до 112 000 тонн за навигацию.
Набережночелнинский речной порт позволяет принимать под обработку сухогрузные и пассажирские суда смешанного типа плавания «река-море». Здесь оборудован причал для переработки, хранения тарно-штучных грузов и контейнеров. Длина его — 217 погонных метров, проектные возможности по перевозке грузов до 112 тысяч тонн за навигацию. В порту есть и пассажирский речной вокзал, где одновременно могут пришвартоваться четыре судна.